# Gemmenicher Tunnel
Der Gemmenicher Tunnel ist ein 870 m langer, zweigleisiger Eisenbahntunnel bei Aachen, der auf der Montzenroute die DB-Strecke 2552 mit der SNCB-Strecke Ligne 24 bzw. Spoorlijn 24  in Belgien verbindet.
Der Tunnel wurde 1872 durch die Bergisch-Märkische Eisenbahn-Gesellschaft ausgehend vom Bahnhof Templerbend als Teil der Bahnstrecke Aachen–Bleyberg–Welkenraedt gebaut. Das Bauwerk ist nach dem Dorf Gemmenich, benannt. In Belgien ist der Tunnel auch als „Botzelaer-Tunnel“ (Tunnel de Botselaer) bekannt. Er ist ein Grenztunnel zwischen Deutschland und Belgien, auf einer Länge von 250 m liegt er auf belgischem Staatsgebiet. Die im Tunnel verlaufende Staatsgrenze hat sich durch die deutschen Gebietsabtretungen nach dem Ersten Weltkrieg nur geringfügig verschoben. Der Tunnel durchquert bei einer maximalen Überdeckung von 66 m den 322 m hohen Vaalserberg mit dem Dreiländereck Deutschland-Belgien-Niederlande. Der Tunnel wird aus betriebstechnischen Gründen seit seinem Bau von der deutschen Seite verwaltet, zunächst durch die Bergisch-Märkische Eisenbahn-Gesellschaft, dann durch Deutsche Reichsbahn, die Deutsche Bundesbahn und seit 1994 durch die  Deutsche Bahn AG, bzw. deren Tochter DB Netz heute DB InfraGO.
Zwischen den Jahren 1989 und 1991 wurde der Tunnel für eine spätere Elektrifizierung aufgeweitet und saniert. Dazu wurde das bis zu 77 cm dicke Mauerwerksgewölbe teilweise abgeschrämt und durch eine bewehrte, 17 cm dicke Spritzbetonschale ersetzt. Das bis zu 60 cm dicke Sohlgewölbe wurde ebenfalls teilweise abgebrochen und durch eine Stahlbetonplatte ersetzt. Auf dieser Platte ist eine feste Fahrbahn mit verzinkten Y-Schwellen aufgesetzt. Außerdem wurde ein drittes Gleis in Form einer Gleisverschlingung zur Tunnelmitte verlegt, sodass auch Züge mit Lademaßüberschreitung (LÜ) die Strecke benutzen können. Das Gleis kann in beide Richtungen befahren werden. Der Tunnel wurde 2008 mit Deckenstromschienen elektrifiziert. Die Stromschiene über dem in Fahrtrichtung Aachen-West–Montzen rechten Gleis wurde so zur Tunnelachse hin versetzt, dass sie auch von Stromabnehmern von Lokomotiven auf dem LÜ-Gleis erreicht wird. Zugfahrten mit Lademaßüberschreitung, die die Gleisverschlingung benutzen müssen, können so ebenfalls mit elektrischer Traktion durchgeführt werden. Zuvor wurden Transporte mit Lademaßüberschreitungen über die heute teilweise stillgelegten Güterumgehungsbahnen Stolberg–Walheim, Welkenraedt–Raeren und die Bahnstrecke Welkenraedt–Montzen abgewickelt.

Der Gemmenicher Tunnel im deutsch-belgischen Grenzland
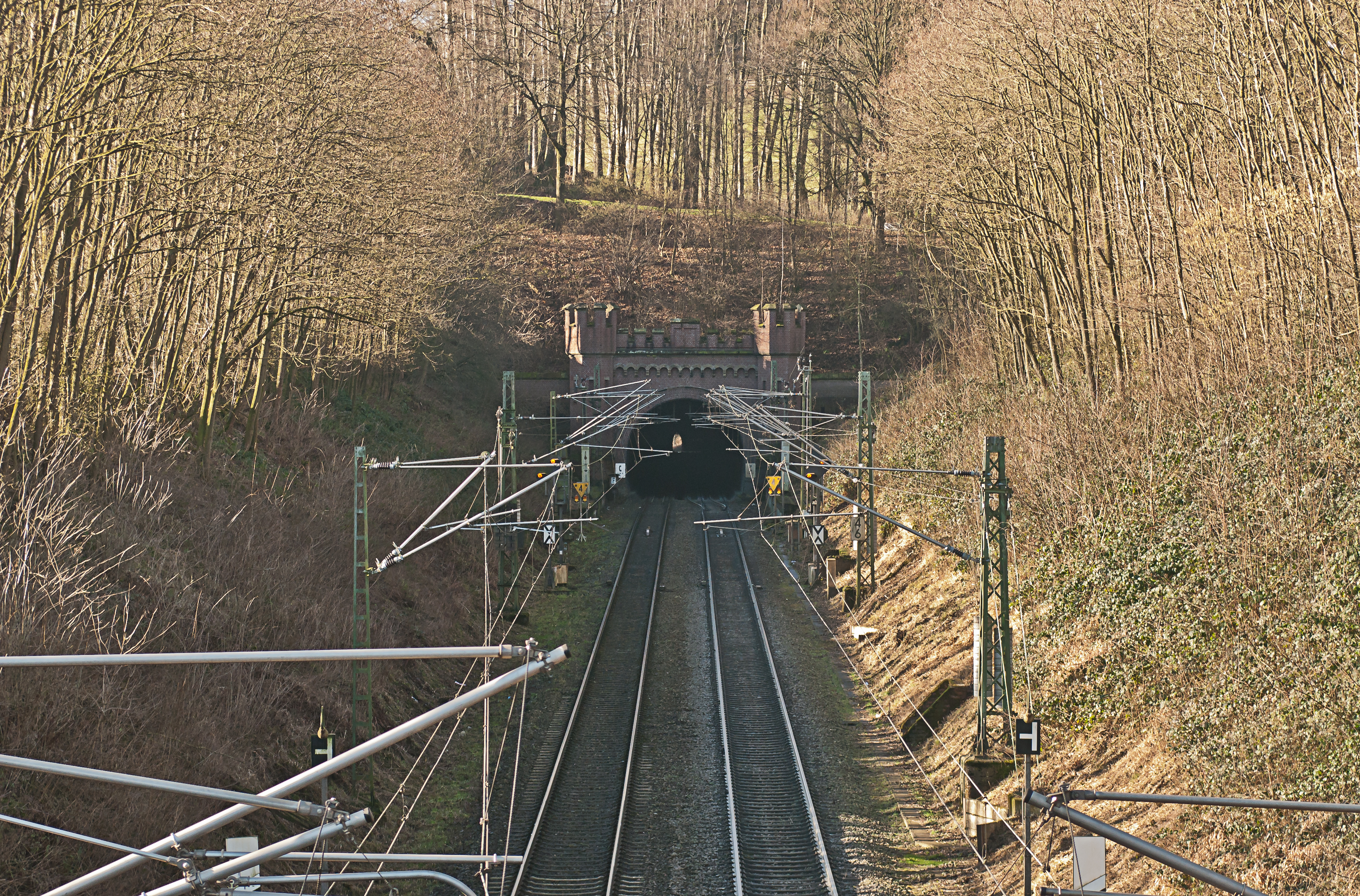
Ostportal
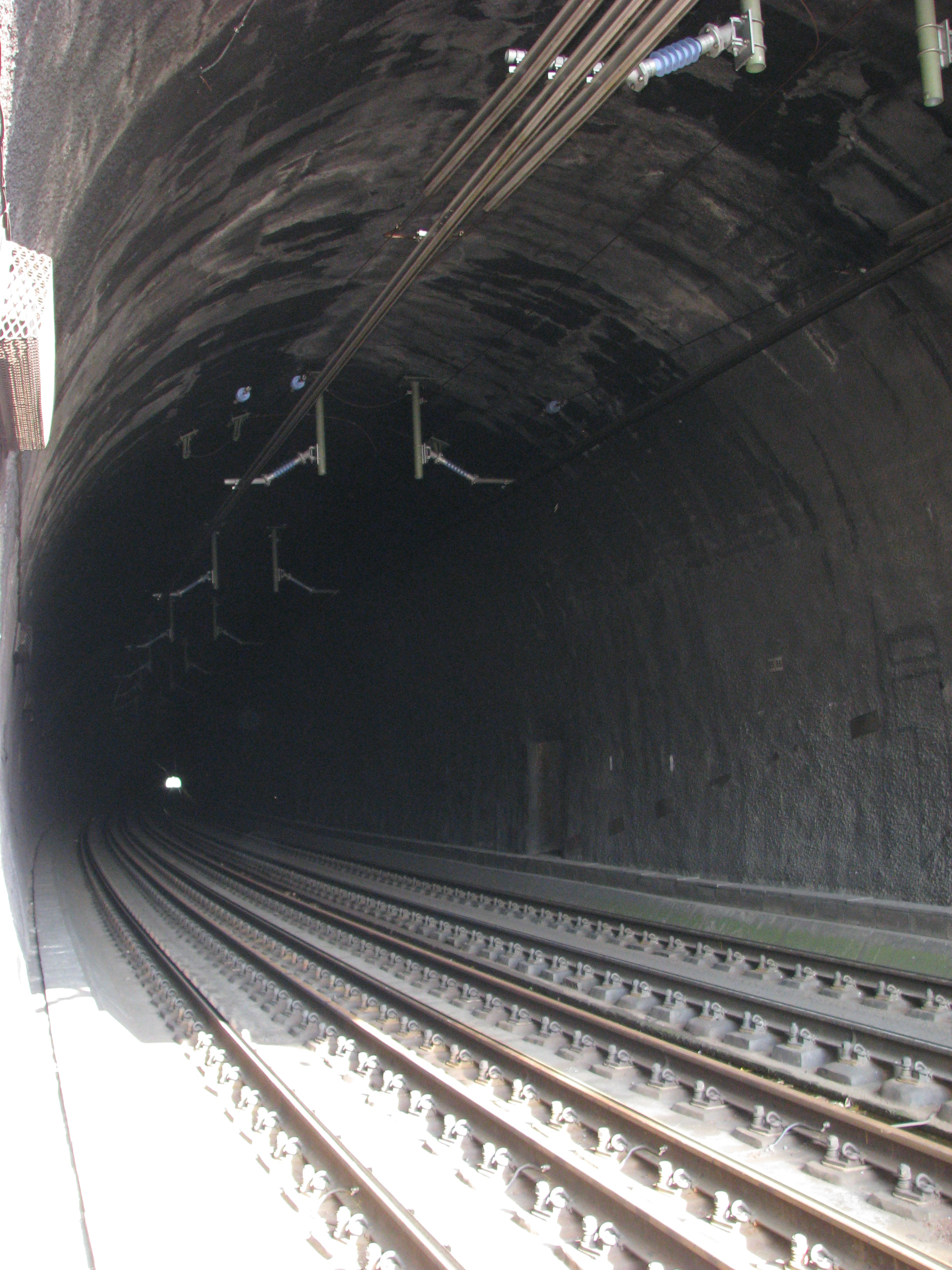
Blick in den Tunnel mit Gleisverschlingung für Züge mit Lademaßüberschreitung und Deckenstromschienen
Lageplan der Gleise im Tunnel